# جولييت فريري
جولييت فريري (من مواليد 3 ديسمبر 1989، في كامبينا غراندي، البرازيل) محامية برازيلية وفنانة مكياج ومغنية. اشتهرت بكونها الفائز في الموسم الحادي والعشرين من بيغ براثور البرازيل.

## وصلات خارجية
- جولييت فريري على موقع IMDb (الإنجليزية)
- جولييت فريري على موقع ميوزك برينز (الإنجليزية)
- جولييت فريري على موقع أول ميوزيك (الإنجليزية)
- جولييت فريري على موقع ديسكوغز (الإنجليزية)
- جولييت فريري على موقع قاعدة بيانات الفيلم (الإنجليزية)